# Будвенец
Будвенец — деревня в Дубровском районе Брянской области, в составе Сергеевского сельского поселения.
Расположена в 5 км к юго-западу от деревни Афонино, в 1 км от границы со Смоленской областью.
Население — 12 человек (2010).

## История
Упоминается с XIX века; до 1929 года в Рославльском уезде Смоленской губернии (с 1861 — в составе Епишевской волости, с 1924 в Сещенской волости); с 1929 в Дубровском районе. К началу XX века действовали церковно-приходская и частная школа.
До 1959 года деревня Будвенец входила в Трояновский сельсовет.